# Helmut Kohl
 Der er flere personer med dette navn, se Helmut Kohl (fodbolddommer).
Dr. Helmut Josef Michael Kohl (født 3. april 1930 i Ludwigshafen, død 16. juni 2017) var en tysk politiker og statsmand. Han var tysk kansler fra 1982 til 1998 og dermed sammen med Angela Merkel den længst siddende kansler i Tyskland siden anden verdenskrig.
Som ung deltog Kohl i den sidste fase af 2. verdenskrig. Han meldte sig ind i det kristent-demokratiske parti, CDU, i 1947. Han blev dr.phil. i historie. Fra 1969 til 1976 var han ministerpræsident i delstaten Rheinland-Pfalz. Derefter blev han medlem af Vesttysklands forbundsdag (Bundestag), hvor han blev leder af CDU's gruppe.
Den 1. oktober 1982 efterfulgte han Helmut Schmidt som tysk kansler efter en mistillidsafstemning, der gik imod Schmidt. Han var kansler, indtil Gerhard Schröder og SPD vandt en jordskredssejr den 27. oktober 1998. Dermed er han, sammen med Angela Merkel den længst siddende kansler siden Otto von Bismarck. Kohls største succes som politiker var at være med til at samle det delte Tyskland den 3. oktober 1990.
Den 5. juli 2001 begik hans hustru, Hannelore Kohl, i en alder af 68 år selvmord. Hun havde i mange år lidt af fotodermatitis. Helmut Kohl giftede sig igen i 2008 med den 34 år yngre Maike Richter.
Helmut Kohl var også leder af CDU fra 1973 til 1998.

## Udenrigspolitik
Helmut Kohl var en væsentlig drivkraft i den europæiske integrationsproces gennem sin kanslerperiode, navnlig gennem et tæt samarbejde med den franske præsident François Mitterrand.

## Helmuth Kohls mindehøjtidelighed
Da Helmuth Kohls enke, Maike Richter ikke ønskede en tysk statsbegravelse, blev der lørdag 1. juli 2017 afholdt en mindehøjtidelighed i Strasbourg under EU regi. Blandt talerne var Angela Merkel, Emmanuel Macron, Bill Clinton og Dmitrij Medvedev.
Kohl blev bisat i domkirken i Speyer og er begravet på den gamle kirkegård i denne by.